# Melville Jacobs
Melville Jacobs (3 de juliol de 1902 - 31 de juliol de 1971) va ser un antropòleg estatunidenc conegut pel seu extens treball de camp en les cultures ameríndies del Nord-oest del Pacific. Va néixer a Nova York. Després d'estudiar amb Franz Boas es va convertir en membre de la facultat de la Universitat de Washington el 1928, on hi va romandre fins a la seva mort el 1971. Especialment durant la primera part de la seva carrera, des de 1928 fins a 1936, va recollir una gran quantitat de dades lingüístiques i texts d'una gran varietat d'idiomes, incloent sahaptin, molala, kalapuya, clackamas, tillamook, alsea, alt umpqua, galice i chinook jargon.
Va deixar fons per establir la Jacobs Research Fund, que dona suport a la investigació antropològica al nord-oest del Pacífic. Els seus papers, incloent un extens material lingüístic en brut que ha servit de base per a posteriors investigacions sobre llengües ara extintes, són en mans de la Universitat de Washington a l'Arxiu Jacobs.
Estava casat amb Elizabeth Jacobs, també antropòloga.

## Obres
- A Sketch of Northern Sahaptin Grammar (1931)
- Notes on the Structure of Chinook Jargon (1932)
- Northwest Sahaptin Texts, I (1934)
- Texts in Chinook Jargon (1936)
- Northwest Sahaptin Texts, II (1937)
- Coos Narrative and Ethnologic Texts (1939)
- Coos Myth Texts (1940)
- Historic Perspectives in Indian Languages of Oregon and Washington (1941)
- Kalapuya Texts (1945)
- Outline of Anthropology (1947)
- General Anthropology; A Brief Survey of Physical, Cultural, and Social Anthropology (1952)
- Clackamas Chinook Texts (1959)
- The People are Coming Soon; Analyses of Clackamas Chinook Myths and Tales (1960)
- Pattern in Cultural Anthropology (1964)
- The Anthropologist Looks at Myth (1966)

### Arxius
- Melville Jacobs Papers. 1918-1974. 78.23 cubic feet.
- Richard A. Pelto Papers. 1969. .21 cubic foot (3 reel-to-reel tapes, 7"; 7 cassettes.) Contains interviews conducted by Pelto with Melville Jacobs